# 극장판 파워레인저: 닌자포스 VS 트레인포스 닌자 인 원더랜드
극장판 파워레인저: 닌자포스 VS 트레인포스 닌자 인 원더랜드(手裏剣戦隊ニンニンジャーVSトッキュウジャー THE MOVIE 忍者・イン・ワンダーランド, Shuriken Sentai Ninninger vs. ToQger the Movie: Ninjas in Wonderland)는 일본에서 제작된 나카자와 쇼지로 감독의 2016년 액션, 모험 영화이다. 니시카와 슌스케 등이 주연으로 출연하였다.

## 출연

### 주연
- 니시카와 슌스케
- 마츠모토 가쿠
- 나카무라 카이토
- 야노 유카
- 야마야 카스미

### 조연
- 야시바 토시히로
- 사사노 타카시
- 나가하마 신
- 모리타카 아이
- 요코하마 류세이
- 리리아
- 히라마키 진
- 시손 쥰

## 제작진
- 원작자: 하테 사부로
- 녹음: 김필수
- 음향편집: 황태훈